# Crevenish Castle
Crevenish Castle ist eine Burgruine etwa 3 km südwestlich des Dorfes Kesh im nordirischen County Fermanagh. Sie ist heute in privater Hand.

## Geschichte
Die Burg wurde um 1618 für Sir Thomas Blennerhassett († 1624) aus Norfolk errichtet, dessen Bruder Castle Caldwell bauen ließ. Ursprünglich hieß diese Burg Castlehassett oder Castle Hassett. Thomas Blennerhassett hatte bereits eine illustre Karriere hinter sich, bevor er als „Planter“ nach Fermanagh kam. Unter anderem war er Captain des Guernsey Castle. Er war ein Literat, der mehrere Bücher schrieb, u. a. Directions for the Plantation of Ulster. Ihm folgte sein ältester Sohn, Sir Leonard Blennerhassett († 1639) nach. Die Burg kam dann in die Hände der ortsansässigen Familie Maguire, als Blennerhassetts Witwe, Deborah, Rory Maguire, den Führer der irischen Rebellion von 1641 in Fermanagh, heiratete. Dieser starb 1648. Anschließend fiel die Burg zurück an die Familie Blennerhassett, nämlich an Henry Blennerhassett, den Sohn von Sir Leonard. Er wurde 1664 Mitglied des House of Commons für das County Fermanagh und im selben Jahr High Sheriff für diese Grafschaft. Aber 1697 wurde bereits berichtet, dass die Burg eine Ruine sei.

## Konstruktion
In den Jahren 1618 und 1619 berichtete Captain Nicholas Pynnar, dass die Burg „ein Haus aus Stein und Kalk, schindelgedeckt, zweieinhalb Stockwerke hoch“ sei. Man hatte auch mit dem Bau einer Kirche begonnen und es gab ein kleines Dorf mit sechs Häusern. Zweieinhalb Stockwerke sind bis heute erhalten, dazu ein quadratischer Turm und schießschartenförmige Fenster. Die Burg ist aus Kalkstein errichtet und hat an ihrer Nordseite einen Einsatz in der Mitte, der auf beiden Seiten turmartige Vorsprünge besitzt. Die Grabsteine der Blennerhassetts befinden sich auf dem Anwesen.